# Batracomorphus jimmaensis
Batracomorphus jimmaensis är en insektsart som beskrevs av Heller och Rauno E. Linnavuori 1968. Batracomorphus jimmaensis ingår i släktet Batracomorphus och familjen dvärgstritar. Inga underarter finns listade i Catalogue of Life.